# Ragnar
Ragnar är ett mansnamn med gammalt nordiskt ursprung. Bildat av regin - "gudamakt" eller möjligtvis "råd", och -arr som kan vara lika med harjaR- "härförare", "krigare". Förnamnet Rainer är sidoform till Ragnar, således är Rainer och Ragnar olika namnformer av samma namn.
Namnet Ragnar är vanligast bland den äldre befolkningen, endast ett fåtal pojkar varje år får numera namnet. Den 31 december 2014 fanns det totalt 16 623 personer i Sverige med namnet, varav 2 231 med det som tilltalsnamn. Det fanns också  307 personer med efternamnet Ragnar. År 2014 fick 26 pojkar i Sverige Ragnar som tilltalsnamn.
På finländska Befolkningsregistercentralens webbplats anges endast hur många barn som årligen har fått ett visst namn. Mellan åren 1920 och 2010 har totalt 1 856 finlandssvenska barn i Finland fått förnamnet Ragnar. 
Namnsdag: 1 oktober i den svenska (sedan 1901) almanackan. I den finlandssvenska namnsdagslängden har Ragnar namnsdag 1 oktober sedan starten 1929, då en egen namnsdagskalender togs i bruk för finlandssvenskar.

## Kända personer med förnamnet Ragnar
- Ragnar Askmark, biskop i Linköpings stift
- Ragnar Bergendal - professor i straffrätt och juridisk encyklopedi, universitetsrektor
- Ragnar Bohlin - kördirigent
- Ragnar Casparsson - politiker (S), landshövding i Västmanlands län
- Ragnar Dahlberg - programledare i TV
- Ragnar Edenman, svensk politiker (S), statsråd, landshövding i Uppsala län
- Ragnar Ekelund - finländsk författare och konstnär
- Ragnar Falck svensk skådespelare
- Ragnar Frisch - norsk ekonom, mottagare av Sveriges Riksbanks pris i ekonomisk vetenskap till Alfred Nobels minne
- Ragnar Frisk - filmregissör
- Tor Ragnar Gerholm, kärnfysiker, debattör
- Karl Ragnar Gierow - författare och ständig sekreterare i Svenska Akademien
- Ragnar Granit - finlandssvensk fysiolog, mottagare av Nobelpriset i fysiologi eller medicin
- Ólafur Ragnar Grímsson - Islands president 1996-2016.
- Ragnar Hultén - barytonsångare, sångpedagog
- Ragnar Johansson - konstnär
- Ragnar Josephson - teaterchef och författare, ledamot av Svenska Akademien
- Ragnar Klange - skådespelare och teaterchef
- Ragnar Lassinantti - landshövding i Norrbottens län
- Ragnar Lodbrok, dansk viking och sagokung
- Ragnar Lundberg, flera personer
  - Ragnar Lundberg (ämbetsman), statssekreterare och generaldirektör
  - Ragnar Lundberg (idrottsman), friidrottare, OS-brons 1952
  - Ragnar Lundbergh, hovrättsråd o. revisionssekreterare
- Ragnar Magnusson - friidrottare
- Ragnar Malm - tävlingscyklist, OS-guld i lag 1912
- Ragnar Nygren ("Rock-Ragge"), rockmusiker
- Ragnar Olson, godsägare, dressyrryttare, OS-brons 1928
- Ragnar Persenius - biskop i Uppsala stift
- Ragnar Persson (längdskidåkare)
- Ragnar Sandberg - konstnär
- Ragnar Skanåker - bl.a. OS-medaljör i pistolskytte
- Ragnar Sohlman - exekutor av Alfred Nobels testamente
- Ragnar Stattin, före detta landshövding
- Ragnar Svensson - brottare
- Ragnar Ulfung - operasångare
- Ragnar Östberg - arkitekt

## Kända personer med efternamnet Ragnar
- Per Ragnar - skådespelare

## Övrigt
- HMS Ragnar (22)